# Pyrisitia lisa
Pyrisitia lisa (ahora considerada Eurema lisa, género Eurema) es una especie de mariposa, de la familia de las piérides, que fue descrita originalmente con el nombre de Xanthidia lisa, por Boisduval & Le Conte, en 1830, a partir de ejemplares procedentes de USA.
Se alimentan de especies de Cassia.

## Distribución
Pyrisitia lisa está distribuida entre las regiones Neotropical y Neártica y ha sido reportada en Cuba, Guatemala, Haití, Estados Unidos.